# Heinrich Göppert (Botaniker)

Heinrich Göppert

Johann Heinrich Robert Göppert (* 25. Juli 1800 in Sprottau, Provinz Schlesien; † 18. Mai 1884 in Breslau) war ein deutscher Botaniker, Paläontologe, Arzt und Universitätsprofessor. Sein offizielles Botanisches Autorenkürzel lautet Göpp.

## Leben
Göpperts Eltern waren der Apotheker und Senator Heinrich Göppert († 1843) und dessen Ehefrau Therese Sallmann.
Göppert machte zunächst in Sprottau und Neiße eine Lehre als Apotheker, bevor er ab 1821 an der Universität Breslau und der Friedrich-Wilhelms-Universität zu Berlin Medizin studierte. In seiner Breslauer Studienzeit schloss er sich der Breslauer Burschenschaft an, weswegen er von der Universität exmatrikuliert wurde. 1826 ließ er sich als Arzt in Breslau nieder, habilitierte sich im folgenden Jahr in den Fächern Medizin und Botanik und wurde 1831 zum Professor für Botanik und Kurator am Botanischen Garten und als Lehrer an der chirurgischen Lehranstalt zu Breslau berufen. Im Jahr 1830 wurde er in die Deutsche Akademie der Naturforscher Leopoldina gewählt.
1839 wurde er ordentlicher Professor für Botanik und 1852 Direktor des Botanischen Gartens. Zwischen 1846 und 1884 war Göppert Präsident der Schlesischen Gesellschaft für vaterländische Kultur. Seit 1853 war er korrespondierendes Mitglied der Akademie der Wissenschaften in Sankt Petersburg. 1854 wurde er zum auswärtigen Mitglied der Bayerischen Akademie der Wissenschaften und 1861 der Königlich Niederländischen Akademie der Wissenschaften gewählt.
Von Göpperts zahlreichen wissenschaftlichen Arbeiten beschäftigen sich viele mit den Lebenserscheinungen der Pflanzen, insbesondere mit dem Leben der Bäume. Sein größtes Verdienst liegt jedoch auf dem Gebiet der Paläobotanik, zu deren bedeutendsten Vertretern Göppert im 19. Jahrhundert zählte. In den späteren Jahren seines Lebens widmete sich Heinrich Göppert besonders der Erforschung der Flora des Baltischen Bernsteins. Er war Mitglied der Redaktion der von Louis van Houtte herausgegebenen botanischen Zeitschrift Flore des serres et des jardins de l’Europe.
Seine umfangreiche Bernsteinsammlung ging nach seinem Tode in den Besitz des noch jungen Westpreußischen Provinzial-Museums Danzig über.
Die Städte Breslau und Sprottau verliehen ihm die Ehrenbürgerschaft. Er war Ehrenmitglied der naturforschenden Gesellschaft zu Bamberg und gehörte 1881 zu den Gründungsphilistern des Akademisch-Pharmaceutischen Vereins an der Universität Breslau, des späteren Corps Frisia Breslau. Im Jahr 1880 erhielt er die Cothenius-Medaille der Leopoldina.

## Familie
Er war zweimal verheiratet. Seine erste Frau wurde 1830 Maria Remer, eine Tochter des Professors Wilhelm Hermann Georg Remer. Sie starb bereits kurz nach der Hochzeit 1831. Nach ihrem Tod heiratete er am 30. Juni 1835 ihre jüngere Schwester Wilhelmine Remer. Das Paar hatte mehrere Kinder, darunter:
- Maria (1836–1850)
- Heinrich Robert Göppert  (1838–1882) ⚭ Gertrud Landsberg
- Emmi (* 1848)

Die Physiknobelpreisträgerin Maria Goeppert-Mayer ist seine Urenkelin.

## Schriften
- De acidi hydrocyanici vi in plantas commentatio, Jos. Max, Vratislaviae 1827 google books
- Über die Wärmeentwickelung in den Pflanzen, deren Gefrieren und die Schutzmittel gegen dasselbe, Josef Max, Breslau 1830 google books
- Über Wärme-Entwickelung in der lebenden Pflanze. Ein Vortrag, gehalten zu Wien am 18. September 1832 in der Versammlung Deutscher Naturforscher und Ärzte, Carl Gerold, Wien 1832 Archive
- Die fossilen Farnkräuter. Weber, Breslau 1836. (Digitalisat)
- De floribus in statu fossili. Grassi & Barth, Breslau 1837. (Digitalisat)
- De coniferarum structura anatomica. Max, Breslau 1841. (Digitalisat)
- Die Gattungen der fossilen Pflanzen, verglichen mit denen der Jetztwelt und durch Abbildungen erläutert. Henry, Bonn 1841–42. (Digitalisat)
- Beobachtungen über das sogenannte Überwallen der Tannenstöcke. Henry, Bonn 1842. (Digitalisat)
- Ueber die chemischen Gegengifte, zum Gebrauche für Ärzte, Wundärzte und Pharmaceuten, so wie für academische Vorlesungen: mit 1 Tab. Max, Berlin 2. Ausg. 1843 Digitalisierte Ausgabe der Universitäts- und Landesbibliothek Düsseldorf
- Mit Georg Carl Berendt: Die im Bernstein befindlichen organischen Reste der Vorwelt. Erster Band. I. Abtheilung. Der Bernstein und die in ihm befindlichen Pflanzenreste der Vorwelt. Nicolai, Berlin 1845 (Archive)
- Zur Kenntnis der Balanophoren insbesondere der Gattung Rhopalocnemis Jungh.Breslau 1847.
- Abhandlungen über die Entstehung der Steinkohlenlager aus Pflanzen. 1848.
- Abhandlung über die Beschaffenheit der fossilen Flora in verschiedenen Steinkohlenablagerungen eines und desselben Reviers. 1849.
- Monographie der fossilen Coniferen mit Beruecksichtigung der Lebenden. Arnz, Leiden 1850, mit 58 Tafeln. (Digitalisat)
- Beiträge zur Tertiärflora Schlesiens. Fischer, Kassel 1852. (Digitalisat)
- Die Tertiärflora der Insel Java, nach den Entdeckungen des Herrn Fr. Junghuhn beschrieben und erörtert in ihrem Verhältnisse zur Gesammtflora der Tertiärperiode. ’s-Gravenhage 1854. [Erste Beschreibung der ausgestorbenen Flora eines tropischen Landes].
- Beiträge zur Kenntniß der Dracäneen, Breslau 1854  Archive
- Die Tertiärflora von Schoßnitz in Schlesien. 1855.
- Die Tertiärflora auf der Insel Java, nach den Entdeckungen des Herrn Fr. Junghuhn beschrieben und erörtert in ihrem Verhältnisse zur Gesammtflora der Tertiärperiode, Elberfeld 1857 Archive
- Über die fossile Flora der silurischen, der devonischen und der untern Kohlenformation. 1860.
- Die fossile Flora der permischen Formation, Theodor Fischer, Cassel 1864–65 Archive
- Über Aphyllostachys, eine neue fossile Pflanzengattung, sowie über das Verhältnis der fossilen Flora zu Darwins Transmutationstheorie. 1866.
- Die Strukturverhältnisse der Steinkohle. 1867.
- Skizzen zur Kenntnis der Urwälder Schlesiens und Böhmens, E. Blochmann & Sohn, Dresden 1868 Archive
- Über Inschriften und Zeichen in lebenden Bäumen, Breslau 1869 Archive
- Über die Riefen des Pflanzenreichs. 1869.
- Über die innern Vorgänge beim Veredeln der Bäume und Sträucher. 1874.
- Über das Gefrieren. 1883.
- Die Flora des Bernsteins und ihre Beziehungen zur Flora der Tertiärformation und der Gegenwart. Mit Anton Menge. 2 Bände. Engelmann, Leipzig 1883. (Digitalisat Band 1), (Band 2)
- Der Hausschwamm, seine Entwicklung und seine Bekämpfung. Kern, Breslau 1885. (Digitalisat)